# Коулман, Сидни
Си́дни Ри́чард Ко́улман (англ. Sidney Richard Coleman; 7 марта 1937 года, Чикаго — 18 ноября 2007 года, Кембридж) — американский физик-теоретик. Ученик М. Гелл-Мана. Известен своими работами в области физики высоких энергий.
Член Национальной академии наук США (1980).

## Жизнь и работа
Родился в Чикаго, в еврейской семье российского происхождения. В девятилетнем возрасте остался без отца и семья была вынуждена переселиться в неблагополучный район города. В 1957 году он закончил физический факультет Иллинойсского технологического института.
После получения PhD в Калтехе в 1962 году, перебрался в Гарвардский университет на один год, где он провел большую часть своей карьеры и встретил будущую жену Диану. Они поженились в 1982 году.
Лекции Коулмана в Гарварде считались легендарными. Несмотря на хвалебные отзывы, ему не нравилось преподавать студентам или быть их руководителем.